# Brunn, Regensburg
Brunn là một đô thị ở huyện Regensburg bang Bayern thuộc nước Đức.